# 真禅寺 (可児市)
真禅寺（しんぜんじ）は、岐阜県可児市西帷子にある聖観世音菩薩を本尊とする臨済宗妙心寺派の寺院。山号は普傳山。可児新四国七十一番。

## 歴史
伝説によると行基が修行を行った由緒のある土地であるという。
文永年間、備中国の井山宝福寺の鈍庵禅師が開山として寺を建てた。
永正8年（1511年）に土田城主の生駒道寿により生駒氏の菩提寺となった。
その後生駒氏が当地を離れてから外護者を失い一時無住となったが、
天正11年（1583年）に森長可が菩提寺に定める。翌年に近隣で起きた小牧・長久手の戦いで長可は戦死し、その首が葬られた。
慶長14年（1609年）に寺領10石9斗の寺領が与えられた。
慶長17年（1612年）と天明2年（1782年）に火災に遭うがその都度再興を果たしている。